# Наречена

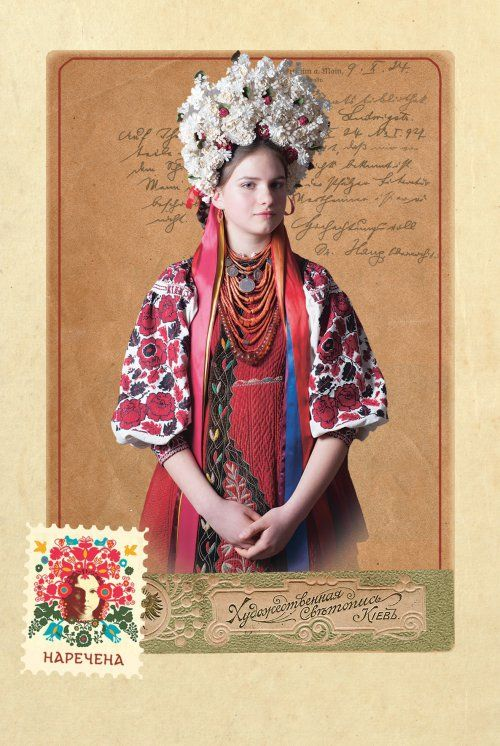
Українська наречена

Нарече́на (англ. Bride) — жінка або дівчина, що планує вступити в шлюб, з моменту згоди на освідчення. Статус нареченої визначається в різних культурах та країнах по-різному і залежить від вимог місцевого законодавства та традицій. Офіційно нареченою може вважатися жінка (дівчина) з моменту подання заяви про намір одружитися до відповідного органу, а у традиційній культурі — з моменту прийняття пропозиції або заручин. Правовий статус нареченої (нареченого) в Україні визначається Сімейним кодексом України. Відповідно до ст. 28 Сімейного кодексу особи, які подали заяву про реєстрацію шлюбу, вважаються нареченими.

## Етимологія
Слово наречена походить від слова наректи: дівчину чи жінку «нарікали» майбутньою дружиною після її згоди на сватанні до вступу у шлюб. В Україні наречена також називалась невіста (див. етимологію), княгиня (порівняння шлюбної пари з князем і княгинею). В інших слов'янських країнах: біл. заручоная, княгіня, пол. narzeczona, рос. запорученка, порученица, сговоренка, словац. verenica, snúbenica, slúbenica, в.-луж. slubeńca, slabjena, болг. главеница, годеница, сербохорв. низка, заручница, словен. zarocenka і т. д.
Деякі найменування, що присвоюються нареченій в цей час, були дійсні далі на весіллі (укр. молода, біл. маладая, пол. (panna) młoda і ін.) і після нього, аж до народження дитини, а деякі застосовувалися до нареченої тільки на заручинах (мак. армасница). У росіян наречена називалася княгинею, княжною зазвичай тільки на весіллі, у лужичан — knežna після оголошення заручин у церкві в неділю перед весіллям. Після вінчання і зміни зачіски і головного убору наречена отримувала нові назви, наприклад, молода, молодиця.

Після весілля наречена зберігала колишні найменування (укр. молодиця, діал. молодуха, рос. невеста, суженая, ряженая, молодая, молодица, молодушка, пол. młoducha, болг. булка, млада невяста, сербохорв. млада, младица) до трьох і більше років, поки молоду дружину не починали звати «бабою».

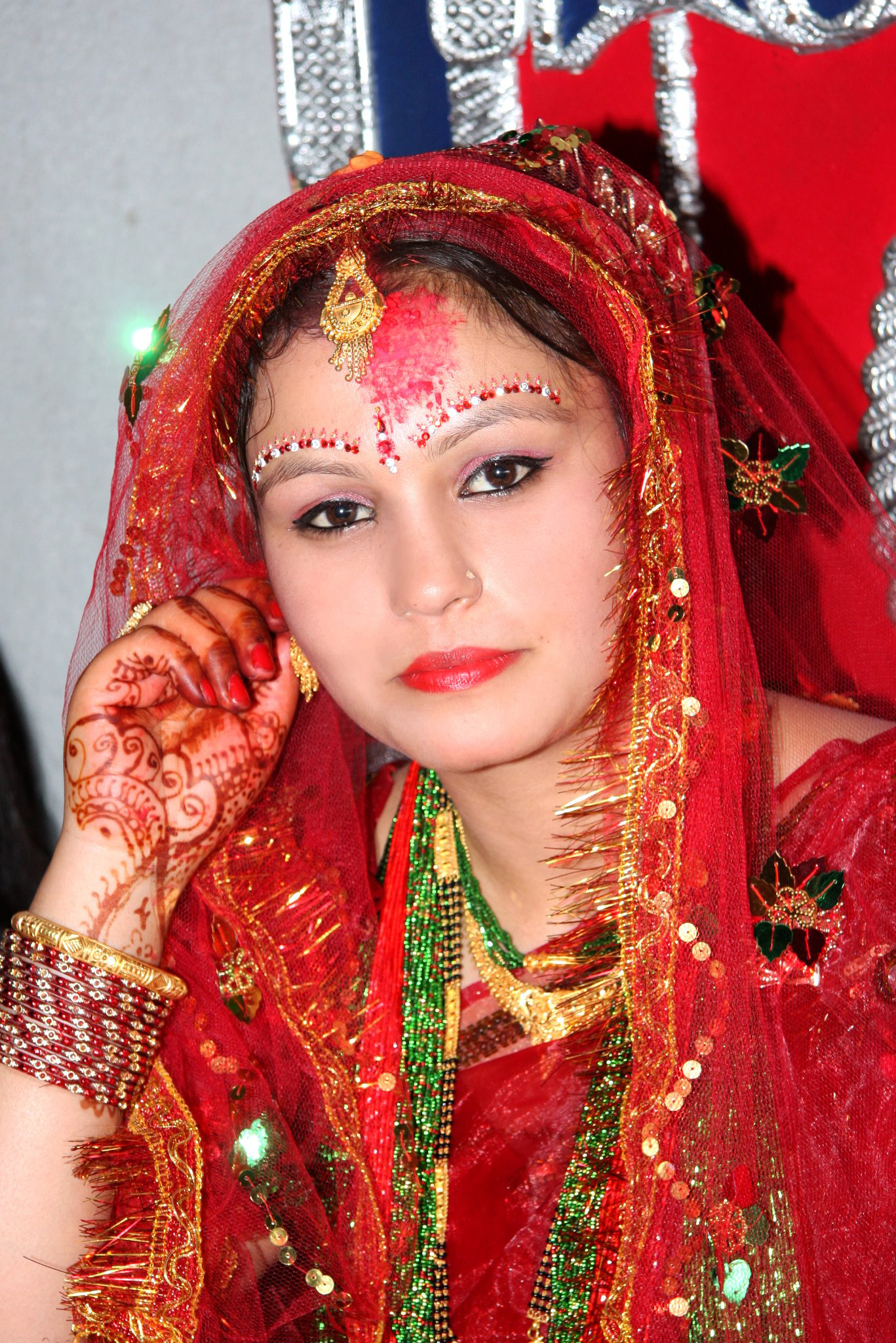
Непальська наречена

## Обрядовість
Перетворення соціального статусу нареченої символічно осмислюється як ініціація. Процес обрядового «переходу» для нареченої актуальніший, ніж для нареченого, оскільки традиційно жінкам доводилося переходити в сім'ю чоловіка. Тому більшість оберегів, які набирали чинності після сватання, стосувались саме нареченої; обрядовість, пов'язана з нею, різноманітніша, ніж у нареченого, активніша і участь нареченої в обряді. Численні ритуально-магічні дії та заборони, пов'язані з нареченою, спрямовані на встановлення нових соціально-родинних відносин, забезпечення міцного шлюбу, злагоди в стосунках, достатку і господарського благополуччя, здоров'я і довгого життя, дітонародження, партнерства в сім'ї, шлюбу подруг нареченої.

### Одяг та прикраси
У традиційній українській шлюбній обрядності символом цноти нареченої був вінок, надалі його замінила фата. У сучасному шлюбному обряді значну роль грає весільна сукня.

## У мистецтві

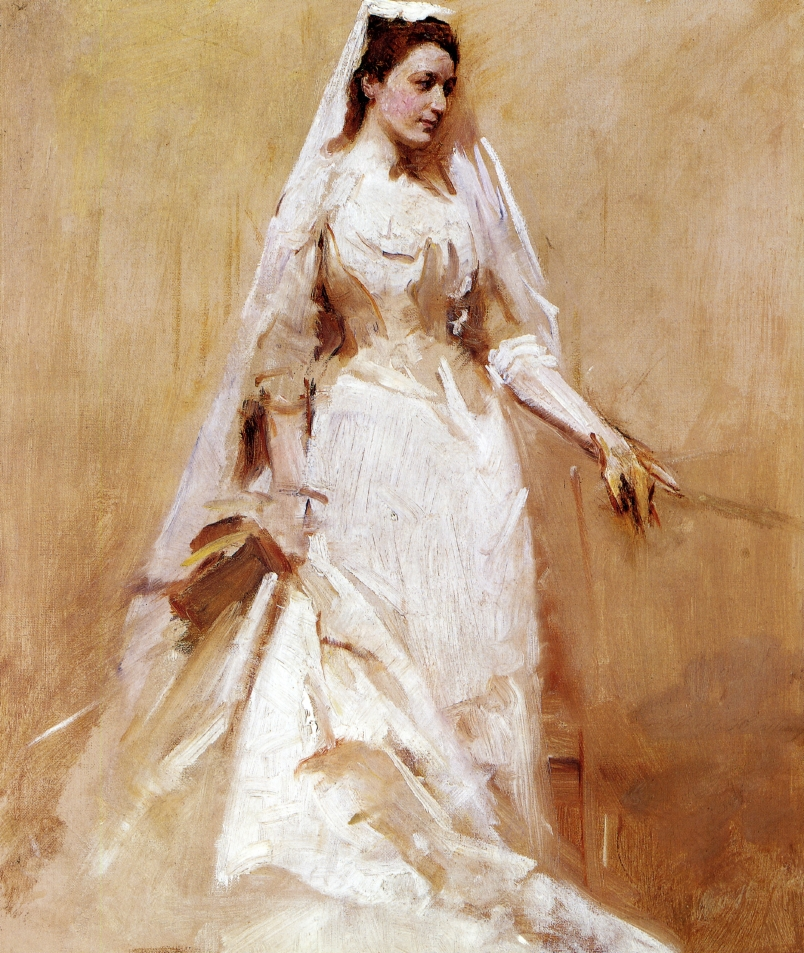
«Наречена», художн. Еббот Хендерсон Тайєр (1895)

- Наречена Франкенштейна (персонажка)
- «Наречена» — фільм
- Царська наречена (опера)
- «Принцеса-наречена» — фільм

## Інше
«Невістка», «невістулька» — народні назви королиці звичайної, які рослина отримала за білий колір пелюсток квіток, схожих на вбрання нареченої («невісти»).